# مایویل (داکوتای شمالی)
مایویل(به انگلیسی: Mayville) شهری در ایالت داکوتای شمالی کشور ایالات متحده آمریکا است که جمعیت آن در سرشماری سال ۲۰۱۰ میلادی، ۱٬۸۵۸ نفر بوده‌است.